# Long Island Nets 2017-2018
La stagione 2017-18 dei Long Island Nets fu la 2ª nella NBA D-League per la franchigia.
I Long Island Nets arrivarono terzi nella Atlantic Division con un record di 27-23, non qualificandosi per i play-off.

## Roster
|    | Naz.                   | Ruolo | Sportivo          | Anno | Alt. | Peso |  |
| -- | ---------------------- | ----- | ----------------- | ---- | ---- | ---- |  |
| 0  | Stati Uniti (bandiera) | C     | Prince Ibeh       | 1994 | 208  | 118  |  |
| 00 | Francia (bandiera)     | G     | Yakuba Ouattara   | 1992 | 193  | 100  |  |
| 1  | Stati Uniti (bandiera) | C     | Kendall Gray      | 1992 | 208  | 109  |  |
| 2  | Panama (bandiera)      | A     | Akil Mitchell     | 1992 | 203  | 107  |  |
| 3  | Stati Uniti (bandiera) | A     | James Webb        | 1993 | 206  | 92   |  |
| 5  | Stati Uniti (bandiera) | G     | Tahjere McCall    | 1992 | 196  | 86   |  |
| 11 | Stati Uniti (bandiera) | G     | Shannon Scott     | 1992 | 185  | 84   |  |
| 13 | Stati Uniti (bandiera) | G     | Charlie Marquardt | 1995 | 191  | 84   |  |
| 15 | Stati Uniti (bandiera) | G     | Isaiah Whitehead  | 1995 | 191  | 95   |  |
| 20 | Stati Uniti (bandiera) | GA    | Thomas Wimbush    | 1993 | 201  | 88   |  |
| 21 | Stati Uniti (bandiera) | A     | Kamari Murphy     | 1993 | 206  | 99   |  |
| 24 | Stati Uniti (bandiera) | A     | Jacob Wiley       | 1994 | 203  | 101  |  |
| 30 | Stati Uniti (bandiera) | G     | Jeremy Senglin    | 1995 | 183  | 86   |  |
| 35 | Stati Uniti (bandiera) | G     | Milton Doyle      | 1993 | 193  | 83   |  |
| 44 | Stati Uniti (bandiera) | GA    | J.J. Moore        | 1991 | 198  | 98   |  |

## Staff tecnico
- Allenatore: Ronald Nored
- Vice-allenatori: Damian Cotter, Ryan Forehan-Kelly, Josh Oppenheimer